# Elecciones municipales de Chile de 2000
Las elecciones municipales de Chile de 2000 se realizaron el domingo 29 de octubre de dicho año. Se eligió a los responsables de la administración local, es decir, de las comunas. Chile está dividido en 341 comunas, administradas por una municipalidad, compuesta por un alcalde y un concejo municipal, formado por un número de 6, 8 o 10 concejales, dependiendo del número de electores de cada comuna. Ambos cargos duran cuatro años en su labor.
Los concejales son elegidos en forma directa mediante el sistema electoral proporcional con cifra repartidora conocido como Sistema D'Hondt.
En materia de elección de alcalde, de acuerdo a la ley modificada, será elegido aquel candidato que haya obtenido la primera mayoría en la comuna y, que además, pertenezca a una lista o pacto que cuente, a lo menos, con el 30 % de los votos válidamente emitidos en la respectiva elección. De no ser cumplido lo señalado, será escogido el candidato a concejal que haya obtenido la primera mayoría comunal y cuya lista o pacto haya alcanzado la mayor votación en la comuna. En caso de no cumplirse ninguno de los supuestos anteriores, se elegirá al candidato que haya obtenido individualmente la mayor votación dentro de la lista o pacto mayoritario dentro de la comuna.
La Alianza por Chile, con el 40 % de los votos logra casi la mitad de los municipios del país, gracias a un pacto en donde concentra toda su votación en candidatos "privilegiados". La gobernante Concertación, y principalmente el Partido Demócrata Cristiano sufren las mayores pérdidas en materia de gobierno local, a pesar de contar con la mayoría de votos del país.

## Resultados

### Alcaldes y concejales
| Lista                           | Pacto o partido                            | Sigla | Conc.?  | %?      | Alc.?   | %?      |
| ------------------------------- | ------------------------------------------ | ----- | ------- | ------- | ------- | ------- |
| A                               | Humanistas y Ecologistas                   |       | 3       | 0,14 %  | 0       | 0,00 %  |
|                                 | Partido Humanista                          | PH    | 1       | 0,05 %  | 0       | 0,00 %  |
| Independientes Lista A          | ILA                                        | 2     | 0,09 %  | 0       | 0,00 %  |         |
| B                               | La Izquierda                               |       | 24      | 1,13 %  | 1       | 0,29 %  |
|                                 | Partido Comunista                          | PCCh  | 22      | 1,04 %  | 1       | 0,29 %  |
| Independientes Lista B          | ILB                                        | 2     | 0,09 %  | 0       | 0,00 %  |         |
| C                               | Alianza por Chile                          |       | 849     | 39,97 % | 166     | 48,39 % |
|                                 | Renovación Nacional                        | RN    | 364     | 17,14 % | 72      | 21,11 % |
| Unión Demócrata Independiente   | UDI                                        | 229   | 10,78 % | 45      | 13,20 % |         |
| Independientes Lista C          | ILC                                        | 256   | 12,05 % | 48      | 14,08 % |         |
| D                               | Centro Centro                              |       | 28      | 1,32 %  | 3       | 0,88 %  |
|                                 | Unión de Centro Centro                     | UCC   | 6       | 0,28 %  | 0       | 0,00 %  |
| Independientes Lista D          | ILD                                        | 22    | 1,04 %  | 3       | 0,88 %  |         |
| E                               | Concertación de Partidos por la Democracia |       | 1205    | 56,73 % | 169     | 49,56 % |
|                                 | Partido Demócrata Cristiano                | PDC   | 509     | 23,96 % | 85      | 24,93 % |
| Partido por la Democracia       | PPD                                        | 243   | 11,44 % | 28      | 8,21 %  |         |
| Partido Socialista              | PS                                         | 239   | 11,25 % | 32      | 9,38 %  |         |
| Partido Radical Socialdemócrata | PRSD                                       | 117   | 5,51 %  | 15      | 4,40 %  |         |
| Partido Liberal                 | PL                                         | 1     | 0,05 %  | 0       | 0,00 %  |         |
| Independientes Lista E          | ILE                                        | 96    | 4,52 %  | 9       | 2,64 %  |         |
| I                               | Independientes fuera de pacto              | Ind   | 15      | 0,71 %  | 3       | 0,88 %  |
| Total                           | Total                                      | Total | 2124    | 100 %   | 341     | 100 %   |

### Votación única para concejales y designación de alcaldes
| Lista                           | Pacto o partido                            | Sigla                       | Votos     | %?      | Cand.? | Conc.?  | ± %?    |
| ------------------------------- | ------------------------------------------ | --------------------------- | --------- | ------- | ------ | ------- | ------- |
| A                               | Humanistas y Ecologistas                   |                             | 60 624    | 0,93 %  | 182    | 3       | -0,66 % |
|                                 | Partido Humanista                          | PH                          | 50 632    | 0,78 %  | 149    | 1       | -0,59 % |
| Independientes Lista A          | ILA                                        | 9992                        | 0,15 %    | 33      | 2      | -0,07 % |         |
| B                               | La Izquierda                               |                             | 273 629   | 4,20 %  | 641    | 24      | -1,69 % |
|                                 | Partido Comunista                          | PCCh                        | 211 018   | 3,24 %  | 428    | 22      | -1,91 % |
| Independientes Lista B          | ILB                                        | 62 611                      | 0,96 %    | 213     | 2      | 0,22 %  |         |
| C                               | Alianza por Chile                          |                             | 2 612 307 | 40,09 % | 1371   | 849     | 7,62 %  |
|                                 | Renovación Nacional                        | RN                          | 1 012 382 | 15,54 % | 515    | 364     | -2,92 % |
| Unión Demócrata Independiente   | UDI                                        | 1 040 349                   | 15,97 %   | 364     | 229    | 2,95 %  |         |
| Independientes Lista C          | ILC                                        | 559 576                     | 8,59 %    | 492     | 256    | 7,60 %  |         |
| D                               | Centro Centro                              |                             | 78 914    | 1,21 %  | 264    | 28      | -1,57 % |
|                                 | Unión de Centro Centro                     | UCC                         | 10 594    | 0,16 %  | 36     | 6       | -0,02 % |
| Independientes Lista D          | ILD                                        | 68 320                      | 1,05 %    | 228     | 22     | -1,55 % |         |
| E                               | Concertación de Partidos por la Democracia |                             | 3 396 274 | 52,13 % | 1855   | 1205    | -4,00 % |
|                                 | Partido Demócrata Cristiano                | PDC                         | 1 408 445 | 21,62 % | 619    | 509     | -4,59 % |
| Partido por la Democracia       | PPD                                        | 743 384                     | 11,41 %   | 382     | 243    | -0,33 % |         |
| Partido Socialista              | PS                                         | 735 209                     | 11,28 %   | 370     | 239    | 0,13 %  |         |
| Partido Radical Socialdemócrata | PRSD                                       | 352 857                     | 5,42 %    | 278     | 117    | -1,12 % |         |
| Partido Liberal                 | PL                                         | 1206                        | 0,02 %    | 5       | 1      |         |         |
| Independientes Lista E          | ILE                                        | 155 173                     | 2,38 %    | 201     | 96     | 1,88 %  |         |
| I                               | Independientes fuera de pacto              | Ind                         | 93 826    | 1,44 %  | 199    | 15      | 0,61 %  |
| Total de votos válidos          | Total de votos válidos                     | Total de votos válidos      | 6 515 574 | 91,90 % |        |         |         |
| Votos nulos                     | Votos nulos                                | Votos nulos                 | 392 331   | 5,53 %  |        |         |         |
| Votos en blanco                 | Votos en blanco                            | Votos en blanco             | 181 981   | 2,57 %  |        |         |         |
| Total de sufragios emitidos     | Total de sufragios emitidos                | Total de sufragios emitidos | 7 089 886 | 100 %   |        |         |         |

## Alcaldías 2000-2004

### Listado de alcaldes electos
Listado de alcaldes elegidos en las principales ciudades del país.
| Municipio | Municipio    | Alcalde electo                                                    |
| --------- | ------------ | ----------------------------------------------------------------- |
|           | Arica        | Carlos Valcarce Medina Renovación Nacional                        |
|           | Iquique      | Myrta Dubost Jimenez Ind. Concertación                            |
|           | Calama       | Edwin Rowe Molina Partido Radical Socialdemócrata                 |
|           | Antofagasta  | Pedro Araya Ortiz Partido Demócrata Cristiano                     |
|           | Copiapó      | Marcos López Rivera Partido Socialista                            |
|           | La Serena    | Adriana Peñafiel Villafañe Renovación Nacional                    |
|           | Coquimbo     | Pedro Velásquez Seguel Partido Demócrata Cristiano                |
|           | Valparaíso   | Hernán Pinto Miranda Partido Demócrata Cristiano                  |
|           | Viña del Mar | Jorge Kaplan Meyer Partido Radical                                |
|           | Santiago     | Joaquín Lavín Infante Unión Demócrata Independiente               |
|           | Rancagua     | Pedro Hernández Garrido Renovación Nacional                       |
|           | Talca        | Germán Verdugo Soto Ind. Alianza por Chile                        |
|           | Concepción   | Jacqueline van Rysselberghe Herrera Unión Demócrata Independiente |
|           | Temuco       | René Saffirio Espinoza Partido Demócrata Cristiano                |
|           | Valdivia     | Bernardo Berger Fett Renovación Nacional                          |
|           | Puerto Montt | Rabindranath Quinteros Lara Partido Socialista                    |
|           | Coyhaique    | David Sandoval Plaza Renovación Nacional                          |
|           | Punta Arenas | Juan Morano Cornejo Partido Demócrata Cristiano                   |

- Datos: Q5828360